# Francesco Marchetti-Selvaggiani
Francesco Marchetti-Selvaggiani, né le 1er octobre 1871 à Rome, capitale de l'Italie, et mort le 13 janvier 1951 à Rome, est un cardinal italien de l'Église catholique romaine.

## Biographie
Francesco Marchetti-Selvaggiani exerce des fonctions au sein de la Curie romaine, notamment à la Congrégation des affaires ecclésiastiques extraordinaires et aux nonciatures apostoliques aux États-Unis et en Bavière. Il est nommé protonotaire apostolique en 1917. Marchetti est nommé archevêque titulaire de Séleucie-en-Isaurie (de) en 1918 et est nommé nonce apostolique au Venezuela (en), puis en Autriche (en) en 1920. Il est secrétaire de la Congrégation pour la Propaganda Fide en 1922 et président de l'œuvre  pontificale pour la propagation de la foi en 1923. En 1925, il est chargé de l'organisation de l'exposition missionnaire pour célébrer l'année sainte de cette année-là. 
Le pape Pie XI le créé cardinal au consistoire du 30 juin 1930. Le cardinal Marchetti est vicaire général de Rome et archiprêtre de la basilique du Latran. Le cardinal Marchetti-Selvaggiani participe au conclave de 1939, à l'issue duquel Pie XII est élu. À partir de 1948, il est doyen du Collège des cardinaux. Son ami de jeunesse, le pape Pie XII, le nomme après son élection en 1939 secrétaire du Saint-Office et en 1948 il est encore préfet de la Congrégation du cérémonial.

## Succession apostolique
Francesco Marchetti-Selvaggiani a ordonné les évêques suivants :
- Évêque Marcos Sergio Godoy (1920)
- Archevêque Ettore Baranzini (it) (1933)
- Archevêque Domenico Spolverini (1933)
- Évêque Joseph Laurent Philippe, S.C.I. (1935)
- Évêque Biagio Budelacci (it) (1936)
- Archevêque Francesco Beretti (1936)
- Cardinal Luigi Traglia (1937)
- Archevêque Francesco Pascucci (pl) (1937)
- Évêque Hilaire Felder, O.F.M.Cap. (1938)